# Binnenwijzend
Binnenwijzend est un hameau situé dans la commune néerlandaise de Drechterland, dans la province de la Hollande-Septentrionale. En 2007, le hameau comptait 270 habitants.